# WANTED TOUR 2003-2004 KIYOSHIRO IMAWANO
『WANTED TOUR 2003-2004 KIYOSHIRO IMAWANO』（ウォンテッド・ツアー・キヨシロウ・イマワノ）は、忌野清志郎の2004年5月21日に発売されたライブ映像作品および2008年12月17日に発売されたライブ・アルバム。

## 解説
2003年秋から行われた「WANTED TOUR 2003-2004」の千秋楽、2004年2月6日・渋谷公会堂での収録。
DVD発売前、MUSIC ON! TVにて同日の模様が放送。DVD未収録の「玩具（おもちゃ）」「奇妙な世界」「デイ・ドリーム・ビリーバー」「It's Alright」「明日なき世界」が含まれていた。
ライブ・アルバムは2008年の忌野過去作品がSHM-CD再発の際、本作もSHM-CDで同時発売。DVD未収録ボーナス・トラックの「明日なき世界」が追加。基本的にDVD音声をそのままCD化したものだがマスタリングにより音質は大幅に良くなっている。

## 収録曲

### Disc 1
1. KINGのテーマ
2. ベイビー!逃げるんだ。
3. トランジスタ・ラジオ
4. Drive My Car
5. Oh!Baby
6. ウイルス
7. シュー
8. 君が僕を知ってる
9. スローバラード
10. 世界中の人に自慢したいよ

### Disc 2
1. WANTED
2. 上を向いて歩こう
3. 雨あがりの夜空に
4. Baby何もかも
5. モグラマン
6. 胸が張り裂けそう
7. キモちE
8. ドカドカうるさいR&Rバンド
9. 約束
10. < Bonus Track > 明日なき世界